# Appius Claudius Sabinus (consul en -495)
Pour les articles homonymes, voir Claudius Sabinus.
Appius Claudius Sabinus Inregillensis, originellement Attus Clausus, est un homme politique romain, d'origine sabine, des débuts de la République romaine.

## Son arrivée à Rome (504)
En 504 av. J.-C., les Sabins, après une nouvelle défaite face aux Romains, se préparent à une nouvelle guerre. Des dissensions éclatent entre les partisans de cette nouvelle offensive contre Rome et ceux de la paix, menés par Attus Clausus Inregillensis. Ce dernier, méprisé et opprimé par ses adversaires politiques, fuit la Sabine et se réfugie à Rome, suivi d'une nombreuse clientèle,, près de 5 000 personnes.
Le Sénat romain leur octroie de nombreuses terres au-delà de l'Anio et la citoyenneté romaine pleine et entière. Ils forment une nouvelle gens, les Claudii,, dont le pater familias est Appius Claudius Sabinus Inregillensis, un nom romanisé formé à partir de Attus Clausus auquel est adjoint un cognomen rappelant son origine et un agnomen du nom de sa ville d'origine, Inregillum ou Régille, située en Sabine.
En tant que pater familias de cette nouvelle gens, il est admis comme sénateur au sein de la Curie. Pendant ce temps-là, les consuls Publius Valerius Publicola et Titus Lucretius Tricipitinus ravagent une nouvelle fois le territoire sabin et rentrent en triomphe à Rome.
Suétone rapporte une autre tradition sur l’origine des Claudii, en précisant qu’elle est moins reconnue des historiens romains : Attius Claudius aurait été appelé peu après la fondation de Rome par Titus Tatius, roi sabin et collègue de Romulus.

## Son consulat (495)

### Le conflit avec les plébéiens
En 495 av. J.-C., il est élu au consulat aux côtés de Publius Servilius Priscus Structus,. C'est durant leur mandat que débute la première sécession de la plèbe.
Les Volsques et les Herniques se préparent à une nouvelle guerre contre Rome qui doit former les légions pour faire face. Mais le peuple, sans cesse mobilisé, ne pouvant s'occuper de ses biens, est écrasé de dettes, qui s'alourdissent de guerres en guerres, et la révolte gronde au sein de Rome.
Appius Claudius propose d'user de son autorité consulaire pour mettre au pas les récalcitrants, tandis que son collègue Publius Servilius prône l'apaisement,. C'est alors qu'une armée voslque marche sur Rome et s'apprête à l'assiéger. Le peuple refuse de prendre les armes et le Sénat romain conjure Publius Servilius, populaire, de le convaincre. Il publie en ce sens un édit protégeant les citoyens romains tant qu'ils sont mobilisés et promet, soutenu par le Sénat, d'améliorer leur sort dès la guerre terminée.
Tous les débiteurs échappent à leurs créanciers le temps de la guerre et rejoignent l'armée sous le commandement de Servilius, où ils se distinguent, écrasant les Volsques, puis les Sabins et les Aurunces,.
Appius Claudius, à peine les ennemis vaincus et l'armée démobilisée, remet tous les débiteurs à leurs créanciers, faisant preuve d'une odieuse rigueur, soutenu bientôt par une majorité de sénateurs patriciens. Son collègue Publius Servilius tente de trouver un compromis, ses anciens soldats lui demandant son aide, lui rappelant son engagement. Il est bientôt autant rejeté par le peuple que par les nobles.

### La dédicace du temple de Mercure
Le temple de Mercure doit être dédicacé par l'un des deux consuls qui s'en disputent l'honneur. L'affaire est renvoyée devant le peuple, qui choisit un simple centurion primipile, Marcus Laetorius, plutôt qu'un des consuls, afin de faire part de leur mécontentement aux magistrats. Bientôt une nouvelle offensive des Sabins aggrave la situation, les anciens soldats, débiteurs, refusant d'obéir aux ordres du consul Appius Claudius qui prône le retour au calme et la mobilisation. Ce dernier fait arrêter l'un des meneurs de la révolte, refuse son droit d'appel devant le peuple, mais le Sénat, craignant de plus en plus le peuple, l'oblige à céder. La fin de l'année arrive et les deux consuls, haïs par le peuple, sortent de charge.

## Nouveau conflit avec la plèbe (494)
Les consuls ont besoin d'enrôler de nombreux soldats pour continuer la guerre face aux Volsques et aux Èques. L'ancien dictateur Titus Larcius Flavus propose d'interdire pendant ces guerres continuelles de saisir les biens d'un débiteur, soldat ou non, à l'image de ce qu'a déjà proposé Publius Servilius l'année précédente, tandis qu'Appius Claudius qui ne veut rien entendre exige que l'autorité consulaire soit respectée et qu'on nomme un dictateur dont la puissance est indiscutable pour mettre au pas le peuple. Selon Tite-Live, le Sénat hésite à le nommer à ce poste, mais c'est finalement Manius Valerius Volusus Maximus, neveu de Publius Valerius Publicola, qui est nommé dictateur. Ce dernier publie immédiatement un édit similaire à celui de Publius Servilius, avec le même effet : une grande armée est réunie, notamment parmi les débiteurs. Le peuple est en partie apaisé, bien qu'on ait créé un dictateur contre lui, il appartient à la famille de Publicola, demeuré très populaire, même après sa mort.
Mais la lutte continue dès la victoire remportée car les patriciens menés par Appius Claudius refusent d'entériner les décisions prises par le dictateur en faveur de la plèbe. Face à l'opposition des nobles, Manius Valerius abdique. L'aristocratie doit alors faire face à l'insurrection du mont Sacré, après avoir inventé la menace d'une nouvelle guerre de peur de licencier l'armée. Le peuple se retire sur l'Aventin.

## Descendance
Tite-Live ne mentionne plus Appius Claudius ensuite dans son Histoire romaine, mais il a sans doute continué à mener les patriciens contre la plèbe, comme un de ses fils après lui, Appius Claudius Crassinus Regillensis Sabinus, consul en 471 av. J.-C., qui meurt avant la fin de son procès, risquant l'exil, pour s'être aliéné les tribuns de la plèbe, et son petit-fils Appius Claudius Crassus Regillensis Sabinus, consul en 451 av. J.-C. et président des deux collèges de décemvirs, qui se suicide en prison avant son procès, pour s'être lui aussi aliéné les tribuns de la plèbe et pour s'être maintenu longtemps illégalement au pouvoir et tant que président du deuxième collège des décemvirs.
Un de ses autres fils, Caius Claudius Sabinus Regillensis, est aussi consul en 460 av. J.-C., sans pour autant s'être opposé à la plèbe.
La gens des Claudii compte de nombreux consuls, de hauts magistrats et même des empereurs romains. D'après Suétone, la branche patricienne sous la République, « compte successivement vingt-huit consulats, cinq dictatures, sept censures, sept triomphes et deux ovations ».